# Heroon

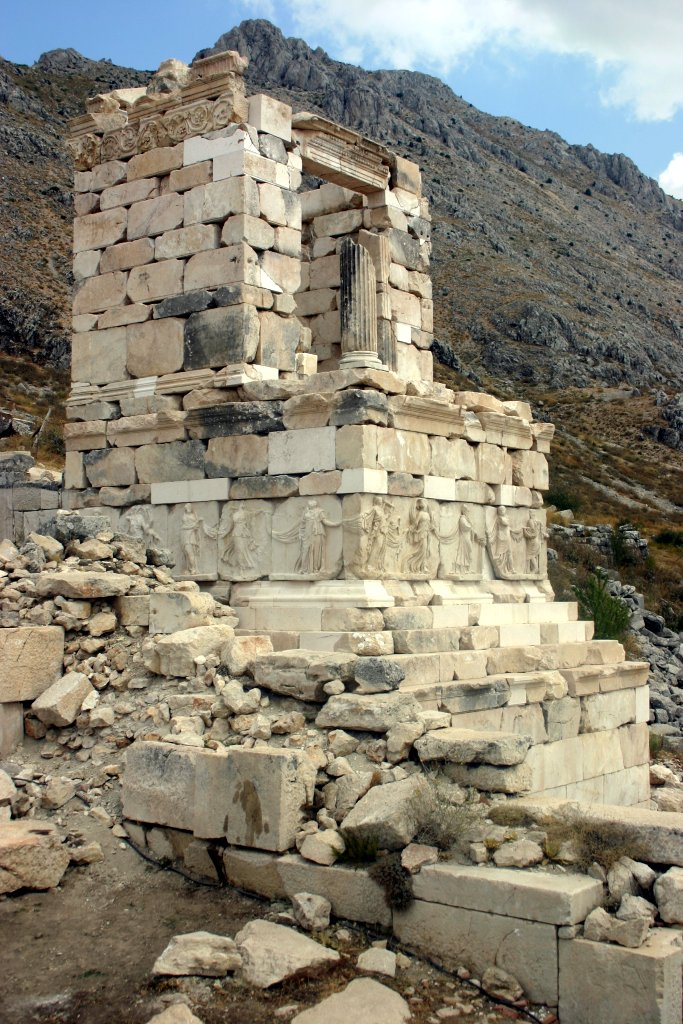
Heroon in Sagalassos, heute Türkei.

Als Heroon (Plural Heroa, altgriechisch ἡρῷον hērṓon) bezeichnet man in der griechisch-römischen Architektur ein Heiligtum oder ein Grabdenkmal eines Heros, dem dort eine besondere Verehrung zukam, meist dem legendären Gründer der jeweiligen Polis. In diesen Fällen ist ein solcher Bau als Denkmalbau (Kenotaph) anzusehen, vor allem wenn der Bau erst lange nach dem Ableben der geehrten Person erfolgte. Vor allem im Hellenismus häuften sich die Errichtungen von Heroa als städtische Kultorte, nicht selten um die Unabhängigkeit der Polis zu demonstrieren. Die Anlage dieser Gebäude erfolgte meist in exponierter Lage, auf oder an der Agora oder unmittelbar vor dem Stadttor. 
Bekannte Heroa sind unter anderem:

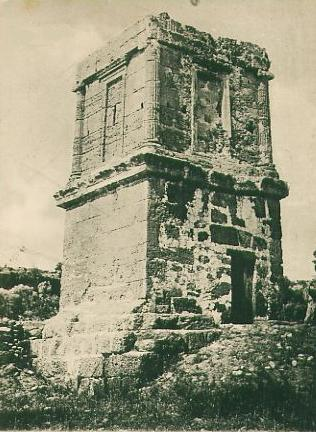
Heroon in Agrigent, Sizilien.

- das Heroon für Diodoros Pasparos in Pergamon
- das Heroon von Kalydon
- das Heroon von Limyra
- das im Boden versenkte Heroon von Paestum
- das Heroon von Trysa (heute in Wien)
- das Temenos für den Herrscherkult in Pergamon
- das Menelaion, ein Heroon für Menelaos und Helena in der Nähe von Sparta
- das so genannte Grabmal des Theron in Agrigent
- das Heroon der Atilia Pomptilla in Cagliari auf Sardinien
- ein ausgegrabenes Gebäude in Lefkandi wird ebenfalls als Heroon interpretiert.
- in Pompeji fand man auf dem Forum Triangolare ein dem Herkules geweihtes Heroon.